# Tillandsia deppeana
Tillandsia deppeana är en gräsväxtart som beskrevs av Ernst Gottlieb von Steudel. Tillandsia deppeana ingår i släktet Tillandsia och familjen Bromeliaceae. Inga underarter finns listade i Catalogue of Life.